# Mesoamerica
Con Mesoamerica (dal greco μέσος, mesos = che sta nel mezzo) si definisce la regione dell'America centrale e latina, comprendente la metà meridionale del Messico, i territori di Guatemala, El Salvador e Belize, la parte occidentale dell'Honduras, Nicaragua e Costa Rica. Non deve essere confusa con la regione mesoamericana, concetto coniato per denominare una regione geo-economica da organizzazioni internazionali quali l'OCSE.

## Descrizione
Con Mesoamerica si intende un'area definita dalla cultura. Questa regione vide lo sviluppo di una civiltà indigena nel quadro di un mosaico di grande diversità etnica e linguistica. L'unità culturale dei popoli mesoamericani si riflette in vari aspetti che Paul Kirchhoff definì come il complesso mesoamericano. La definizione di ciò che contraddistingue la Mesoamerica è oggetto di discussione tra gli studiosi di questa civiltà; ciò nonostante, vengono spesso menzionate l'economia basata sull'agricoltura, la coltivazione del mais, l'uso di due calendari (rituale di 260 giorni e civile di 365), i sacrifici umani come parte di riti religiosi, la tecnologia litica e l'assenza della metallurgia. A suo tempo la definizione di complesso mesoamericano servì per distinguere i popoli mesoamericani dai suoi vicini del nord e del sud.
Lo sviluppo della Mesoamerica si estese per vari secoli. Gli specialisti discutono circa l'epoca che possa essere considerata l'"inizio" della civiltà mesoamericana. In accordo con alcune tesi, il momento iniziale coincide con lo sviluppo della lavorazione della ceramica nella regione. Altri considerano che il primo complesso mesoamericano si sviluppò tra i secoli XV e XII a.C., periodo contemporaneo alla civiltà olmeca. Durante la loro esistenza, i popoli mesoamericani costruirono una civiltà la cui espressione è il frutto di elementi condivisi dai vari popoli e caratteristiche che li contraddistinguono. A mano a mano che avanzò il processo di sviluppo, alcuni elementi si omogeneizzarono in seguito al contatto interetnico e altri si differenziarono in alcuni contesti. Questo processo fu continuo e perdurò fino alla colonizzazione europea delle Americhe. Alcuni autori utilizzano indifferentemente i termini nahuatl per descrivere oggetti e concetti originali della Mesoamerica, mente altri sottolineano le differenze tra i popoli della regione.
La maggior parte dei popoli mesoamericani parlarono lingue appartenenti alle seguenti famiglie linguistiche: otomangueana, mayance, mixe-zoqueana, totonacana e uto-azteca. Altre lingue, essendo isolate, non poterono essere classificate poiché scomparvero nel processo di castiglianizzazione che iniziò con la colonizzazione spagnola e continua tuttora. Questo mosaico di lingue ed etnie fu presente durante l'epoca pre-ispanica e ha un suo corrispettivo nelle numerose culture indigene che si svilupparono in diverse zone e tempi della Mesoamerica; di queste etnie le più studiate furono la civiltà mexica, la civiltà maya, la civiltà teotihuacana, la civiltà zapoteca, la civiltà mixteca, la civiltà olmeca o la civiltà tarasco. Nonostante la concentrazione di studi che furono intrapresi circa queste importanti culture, la Mesoamerica fu scenario di molti popoli, alcuni dei quali hanno iniziato a essere studiati da poco in seguito a recenti scavi archeologici.

## Definizione
Con il termine Mesoamerica si intende la definizione che Paul Kirchhoff diede nel 1943 per indicare l'omogeneità di fondo delle molte culture che si succedettero nell'area compresa fra la fine delle piane desertiche del Nordamerica e l'Honduras orientale. Più precisamente l'antropologo indicò come frontiera nord-occidentale una linea immaginaria che passava per i fiumi Sinaloa, Lerma e Pánuco e come frontiera sud-orientale la fascia compresa fra il corso del Motagua e il golfo di Nicoya.
Dal punto di vista storico-culturale, si possono individuare nella Mesoamerica due aree: Area Messicana, a nord-ovest del fiume Grijalva, e Area Maya, a sud-est del fiume Grijalva. Oggi tutta questa regione è stata smembrata fra le nazioni nate dalla disgregazione dell'Impero spagnolo. A farne le spese è stata soprattutto l'Area Maya che si trova ora suddivisa fra le odierne repubbliche del Messico, del Guatemala, del Belize, dell'Honduras e di El Salvador. Al contempo, a nord-ovest, la frontiera dello stesso Messico prosegue fino al Río Grande, inglobando quindi un vasto territorio ben oltre i limiti di quella che era la Mesoamerica precolombiana.